# Nothris congressariella
Nothris congressariella is een vlinder uit de familie tastermotten (Gelechiidae). De wetenschappelijke naam is voor het eerst geldig gepubliceerd in 1858 door Bruand.
De soort komt voor in Europa.